# Po di Sangui
Po di Sangui (arbre de sang) és una pel·lícula de Guinea Bissau, en coproducció amb Portugal, França i Tunísia, dirigida per Flora Gomes en 1996.
El tema central de l'obra, ja abordat a Mortu Nega (1988), il·lustra la dramàtica «contradicció entre tradició i modernitat» al continent africà. Éssent una ficció pura, l'obra no deixa de ser una etnoficció. Aquest és un dels seus traços distintius. Fou estrenada el 31 de juliol a Portugal i el 13 de novembre a França

## Argument
Al llogaret d'Amanhã Lundju sempre que neix una criatura es planta ur arbre, que serà l'arbre del seu esperit i serà una ànima del llogaret. No obstant això és un moment en què es talen molts més arbres dels que es planten, tot per culpa dels vilatans i dels fusters, que sense tenir en compte també les conseqüències tallen els arbres per llenya o per mobles.
Du, un curiós vagabund, torna d'un dels seus viatges místics. Un incendi premonitori precedeix la seva arribada. Preocupat pel que sent i per la insensatesa dels altres, Du resol demanar al consell el seu arbre bessó. Per tradició, prendrà el lloc del germà mort, serà marit de la seva esposa i pare de la seva filla. No obstant això, la mare de Du també demana al consell l'ànima bessona de Humi, el germà bessó del seu fill errant, que acaba de morir inexplicablement.
Després comencen a succeir coses estranyes. Saly, la nova esposa de Du, exdona del germà, es torna boja i s'enamora del sol. Davant del misteri, el bruixot Calacalado mobilitza tot el poble, que, dirigit per Saly marxa al desert a la recerca de resposta en un viatge iniciàtic. A partir d'aquí, se segueix "una història bíblica revisada per una Àfrica que somnia amb la terra promesa" (Jacques Mandelbaum, Le Monde, 11/14/96).
El desert, travessat pensoament, es converteix en el mirall del futur: és la gran amenaça. En la seva travessia moren els vells i els febles. Finalment Du decideix tornar-los al llogaret, després que Saly dona a llum un nen enmig de la desolació. A Amanhã Lundju espera una sorpresa: Es donarà la resposta.

## Repartiment
- Ramiro Naka: Du
- Bia Gomes: Antonia
- Edna Evora: Saly
- Adama Kouyaté: Calacalado
- Dulcenia Bidjanque: Luana
- Djuco Bodjan: N'te
- Dadu Cisse: Puntcha

## Distincions
- 1996 - Festival de Cannes, selecció oficial[1]
- 1996 – World Film Festival (Mont-real, Canada) - Cinema of Tomorrow
- 1996 - Po di Sangui Arxivat 2008-09-26 a Wayback Machine. al Festival de Locarno
- 1996 - Festival Internacional de Innsbruck
- 1996 – Festival des Trois Continents (fitxa del film Arxivat 2008-07-01 a Wayback Machine.)
- 1996 - Po di Sangui Arxivat 2008-02-08 a Wayback Machine. a l'Académie de Créteil (Paris)
- 1997 – Mostra a Lübeck (Lübecker Satdtzeitung)
- 2004 – Der Blutbaum Arxivat 2014-02-23 a Wayback Machine. al Centre de Cultura Cinematogràfica de Salzburg
- 2004 – Quilombo, regards sur les arts d'Afrique et de la Diaspora Arxivat 2005-05-21 a Wayback Machine. (Montpeller, França)
- 2005 – 8è Festival Cineambiente d'all'Africa (de 7 a 9 d'octubre) – ficha do filme
- 2006 – 21è Festival Internacional de Cine de Mar del Plata
- 2006 – African Cinema in Berlin, a Africa Live Online
- 2007 – Panafricana Arxivat 2016-08-14 a Wayback Machine. a Cinemafrica (vegeu fitxa Arxivat 2016-03-04 a Wayback Machine.)  PDF